# Лоэнгрин (опера)
«Лоэнгри́н» (нем. Lohengrin) — опера Рихарда Вагнера (WWV 75) в трёх действиях, на собственное либретто. Премьера состоялась 28 августа 1850 года в Веймарском придворном театре. Самый известный фрагмент — свадебный хор в начале третьего действия.

## Общие сведения
Романтическая опера в трёх актах.
Либретто Рихарда Вагнера. (Перевод на русский язык осуществил музыковед Константин Званцов).
Место и время действия: Антверпен, Брабант, начало X века.
Продолжительность: около 4 часов.

## История создания
Интерес к сюжету возник у Вагнера в 1842 году в Париже. Рыцари Грааля упоминаются во многих источниках, с которыми был знаком композитор — в эпосе Вольфрама фон Эшенбаха «Парцифаль» (Лоэнгрин — сын Парцифаля), в «Немецких сказаниях» братьев Гримм, средневековом романе о рыцаре-лебеде и т. д. На основе разрозненных легенд Вагнер создал самостоятельное произведение, центральный конфликт которого основан на характерной для раннего Средневековья встрече христианского мировоззрения и сохранявшегося язычества. Либретто было написано в 1845 году, музыка создавалась в 1846—1848 годах (партитура завершена 28 апреля). Премьера была запланирована в Дрезденской опере, но из-за участия Вагнера в Майском восстании 1849 г. отменена.
Премьера «Лоэнгрина» состоялась 28 августа 1850 года в Придворном театре в Веймаре под управлением Ференца Листа (Вагнер в это время скрывался в Швейцарии). В премьере участвовали Карл Бек (Лоэнгрин), Матильда фон Киссен (Эльза), Теодор фон Мильде (Фридрих). Сам автор впервые смог услышать свою оперу лишь 15 мая 1861 года в Вене. Первая постановка «Лоэнгрина» в рамках Байройтского фестиваля состоялась в 1894 году.

## Действующие лица
- Генрих Птицелов (Heinrich der Vogler), германский король (бас)
- Лоэнгрин (Lohengrin), рыцарь Грааля (тенор)
- Эльза Брабантская (Elsa von Brabant) (сопрано)
- Фридрих фон Тельрамунд (Friedrich von Telramund), брабантский граф (баритон)
- Ортруда (Ortrud), его жена, дочь фризского князя (меццо-сопрано или сопрано)
- Королевский герольд (Heerrufer des Königs) (баритон)
- Четыре брабантских дворянина (тенора и басы)
- Четыре пажа (сопрано и альты)
- Готфрид (Gottfried), брат Эльзы (без речей)
- Хор: брабантские и саксонские дворяне, дружина, слуги.

## Краткое содержание
Действие происходит на поединке, в котором Лоэнгрин побеждает Фридриха.

### Первый акт
Берег Шельды. Герольд возвещает прибытие короля Генриха, который собирает войска по всей Германии. Фридрих обращается к королю и рассказывает, что после смерти герцога Брабанта он взял на себя опеку над детьми герцога — Эльзой и Готфридом, вскоре исчезнувшим. Фридрих обвиняет Эльзу в убийстве брата и сам высказывает претензии на власть, тем более что его жена Ортруда происходит из рода, который некогда правил в этой области.
Появляется Эльза, от неё ждут оправдания, но она ведёт себя странно и всё грезит о рыцаре, который явился ей во сне. Назначается «Божий суд». Эльза уверена, что посланный Богом рыцарь появится, чтобы защитить её. Герольд вопрошает, есть ли желающий выступить вместо Эльзы на суде. Когда надежды уже не остаётся, на реке появляется ладья, запряжённая лебедем, а в ней незнакомый рыцарь (Лоэнгрин). Он готов встать на сторону Эльзы и просит её руки, при условии, что она никогда не будет спрашивать, кто он и откуда. Происходит поединок, в котором Лоэнгрин побеждает Фридриха, но дарует ему жизнь. Всеобщее ликование.

### Второй акт
Фридрих оплакивает потерю своей чести, обрёкшую его на изгнание, и упрекает Ортруду в том, что она заставила его ложно обвинить Эльзу, тогда как Эльза невиновна — это доказал Божий суд. Ортруда обвиняет его в трусости и говорит, что на стороне Лоэнгрина был не Бог, а колдовство, которое рассеется, если лишить его хоть малейшей части тела. Надо убедить Эльзу спросить героя о его происхождении, тогда он потеряет силу, а честь Фридриха будет восстановлена.
На балконе появляется Эльза, упоённая своим счастьем. Ортруда притворяется невинной и добивается сострадания Эльзы, которая вводит её в свою свиту. Ортруда пытается посеять в душе девушки сомнения по поводу её жениха.
Утро. Герольд объявляет об изгнании Фридриха и о свадьбе Эльзы и Лоэнгрина, который назавтра должен возглавить военный поход. Четверо дворян недовольны, что им придётся отправляться в поход, и появившемуся Фридриху удаётся склонить их на свою сторону.
К собору приближается процессия Эльзы. Внезапно Ортруда преграждает ей проход и требует превосходства на том основании, что Фридрих происходит из уважаемого рода, а Эльза даже не знает, кто её жених. После появления короля и Лоэнгрина Ортруда вынуждена отступить. Тогда появляется Тельрамунд, ему удаётся призвать возмущённых людей к вниманию. Фридрих обвиняет Лоэнгрина в колдовстве, но обвинение отклоняется. Процессия входит в собор. Несмотря на восстановление порядка, в душе Эльзы зарождается сомнение.

### Третий акт
Пышно празднуется свадьба Эльзы и Лоэнгрина. Хор прославляет новобрачных. Когда гости уходят, Эльза высказывает Лоэнгрину свои сомнения. Уверения последнего в его высоком происхождении пугают её ещё больше — она боится, что однажды он её покинет и вернётся в свою страну. В конце концов Эльза напрямую задаёт ему роковой вопрос. В этот момент подкрадывается Фридрих со своими сообщниками и нападает на Лоэнгрина, но Лоэнгрин убивает его.
Утро. При большом стечении народа Лоэнгрин сообщает королю, что не сможет возглавить поход. Он вынужден рассказать о своём происхождении — он один из рыцарей Грааля. Поскольку Эльза нарушила своё обещание и заставила рыцаря Грааля раскрыть личность, он вынужден оставить её. Лоэнгрин говорит, что если бы он смог остаться хоть на год, к Эльзе бы возвратился её брат. Приближается лебедь с ладьёй. Ортруда, уверенная в своей победе, сообщает, что этот лебедь и есть заколдованный ею Готфрид. После молитвы Лоэнгрина лебедь получает человеческое обличье до истечения срока. Рыцарь Грааля удаляется. Эльза умирает от горя.

## Избранные записи
(солисты даются в следующем порядке: Лоэнгрин, Эльза, Ортруда, Тельрамунд, Генрих)
- 1935 — Дир. Артур Боданцки; солисты: Лауриц Мельхиор, Лотта Леман, Марджори Лоуренс, Фридрих Шорр, Эмануэль Лист; оркестр Метрополитен-опера.
- 1942 — Дир. Роберт Хегер; солисты: Франц Фёлькер, Мария Мюллер, Маргарете Клозе, Яро Прохазка, Людвиг Хофман; оркестр Берлинской государственной оперы.
- 1949 — Дир. Самуил Самосуд; солисты: Иван Козловский, Елизавета Шумская, Евгения Смоленская, Илья Богданов, Геннадий Троицкий; оркестр Всесоюзного радио.
- 1952 — Дир. Ойген Йохум; солисты: Лоренц Феенбергер, Аннелиз Куппер, Хелена Браун, Фердинанд Франц, Отто фон Рор; симфонический оркестр Баварского радио.

- 1953 — Дир. Йозеф Кайльберт; солисты: Вольфганг Виндгассен, Элеанор Стебер, Астрид Варнай, Герман Уде, Йозеф Грайндль; оркестр Байрёйтского фестиваля.
- 1962—63 — Дир. Рудольф Кемпе; солисты: Джесс Томас, Элизабет Грюммер, Криста Людвиг, Дитрих Фишер-Дискау, Готлоб Фрик; Венский филармонический оркестр.
- 1966 — Дир. Сильвио Варвизо; солисты: Николай Гедда, Осе Нордмо Лёвберг, Барбру Эриксон, Рольф Юпитер, Бенгт Рундгрен; хор и оркестр Королевской оперы Стокгольма.
- 1975—81 — Дир. Герберт фон Караян; солисты: Рене Колло, Анна Томова-Синтова, Дуня Вейцович, Зигмунд Нимсгерн, Карл Риддербуш; Берлинский филармонический оркестр.
- 1985—86 Дир. Георг Шолти; солисты: Пласидо Доминго, Джесси Норман, Ева Рандова, Зигмунд Нимсгерн, Ханс Зотин; Венский филармонический оркестр.
- 1991—92 — Дир. Клаудио Аббадо; солисты: Зигфрид Ерузалем, Черил Стьюдер, Вальтрауд Майер, Хартмут Велькер, Курт Молль; Венский филармонический оркестр.

## В астрономии
- В честь героини оперы Рихарда Вагнера Ортруды назван астероид (551) Ортруд, открытый в 1904 году.
- В честь Эльзы назван астероид (182) Эльза, открытый в 1878 году.